# جيد ريس
جيد ريس هو ممثل كندي، ولد في 8 مارس 1970 بفانكوفر في كندا.

## أعمال

### أفلام
- (2016) ديدبول[3]

## وصلات خارجية
- جيد ريس على موقع IMDb (الإنجليزية)
- جيد ريس على موقع قاعدة بيانات الفيلم (الإنجليزية)